# Nagyrábé
Nagyrábé là một làng thuộc hạt Hajdú-Bihar, Hungary. Làng này có diện tích 85,42 km², dân số năm 2010 là 2045 người, mật độ 24 người/km².